# سکییوکروماب
سکییوکروماب (انگلیسی: Secukinumab) (نام‌تجاری Cosentyx) پادتن تک‌تیره انسانی طراحی شده برای درمان آرتریت پسوریاتیک، اسپوندیلیت انکیلوزان، و پسوریازیس پلاکی است. این عضوی از خانوادهٔ سیتوکین اینترلوکین ۱۷ را هدف قرار می‌دهد. نوارتیس داروسازی AG، توسعه‌دهندهٔ دارو، آن را تحت نام تجاری "Cosentyx" وارد بازار کرده است. این بسیار خاص به ایمونوگلوبولین انسانی کلاس (G1k (IgG1k است. در 21 ژانویه سال 2015، اداره غذا و داروی ایالات متحده آمریکا اعلام کرد که secukinumab را برای درمان بزرگسالان مبتلا به پسوریازیس پلاکی متوسط تا شدید تایید کرده است.